# Paulina de Wurtemberg (1810-1856)
Paulina de Wurtemberg (en alemán, Pauline von Württemberg; Stuttgart, 25 de febrero de 1810-Wiesbaden, 7 de julio de 1856) fue una princesa de Wurtemberg por nacimiento, y por matrimonio fue duquesa de Nasáu.

## Biografía
Paulina era hija del príncipe Pablo de Wurtemberg y de su esposa, la princesa Carlota de Sajonia-Hildburghausen. Desde joven, Paulina tuvo problemas de audición.
Se casó el 23 de abril de 1829 en Stuttgart con el duque Guillermo de Nasáu. Su esposo tenía 18 años más que Paulina y se había casado en primeras nupcias con su tía materna, Luisa de Sajonia-Hildburghausen, con quien tuvo ocho hijos. El matrimonio fue infeliz; Guillermo aterrorizó a su familia y se burló de la sordera de su esposa. Su historia de vida que más tarde publicó bajo el título Mi Pasión (en alemán, Meine Leidensgeschichte).
La duquesa fue para la población popular y caritativa. Ella fundó un albergue de niñas, llamada "Fundación Paulina" (“Paulinenstiftung”). Después de esto se crearon por su iniciativa los hospitales Asklepios Paulinen Klinik Wiesbaden y el Diakoniezentrum Paulinenstift Nastätten. 
La duquesa era, en su círculo interno, sin embargo, de carácter difícil; un testigo la describe: Su Alteza es y sigue siendo bastante indiferente en contra de cualquier consideración que no apela a su propia opinión y visión.
Para Paulina fue construido entre 1841-1843 el Castillo Paulina en Wiesbaden, como su residencia de viuda, sin embargo fue destruido en 1945. Otro castillo con el mismo nombre en Bad Soden am Taunus mandó a erigir con el fin de tener tratamiento de spa o termas, el cual vendió en 1855 al balneólogo Georg Thilenius.
Murió a los 46 años en Wiesbaden.

## Descendencia
1. Hija (1830).
2. Elena (1831-1880), casada en 1853 con el príncipe Jorge Víctor de Waldeck-Pyrmont (1831-1893).
3. Nicolás Guillermo (1832-1905), mayor general de Nasáu. Casado morganáticamente en 1868 con Natalia Aleksándrovna Púshkina, condesa de Merenberg (1836-1913); sus descendientes son los condes y condesas de Merenberg.
4. Sofía (1836-1913), casada en 1857 con el futuro rey Óscar II de Suecia (1829-1907).

## Títulos y estilos
| ● 25 de febrero de 1810-23 de abril de 1829: | Su alteza real la princesa Paulina de Wurtemberg |
| ● 23 de abril de 1829-20 de agosto de 1839:  | Su alteza real la duquesa de Nasáu               |
| ● 20 de agosto de 1839-7 de julio de 1856:   | Su alteza real la duquesa viuda de Nasáu         |

| Predecesor: Luisa de Sajonia-Hildburghausen | Duquesa consorte de Nasáu 23 de abril de 1829-30 de agosto de 1839 | Sucesor: Isabel Mijáilovna de Rusia |